# Seznam osebnih imen na Y
Seznam osebnih imen, ki se pričnejo s črko Y.

## Seznam

### Ya
- Yan
- Yanija
- Yanjuša

### Ye
- Yen
- Yenia
- Yeshaya
- Yessica

### Yo
- Yoda
- Yolanda
- York